# Türme von Hanoi
Die Türme von Hanoi sind ein mathematisches Knobelspiel. In der Informatik gilt es als Standardbeispiel für rekursive Programmierung.

## Spielregeln

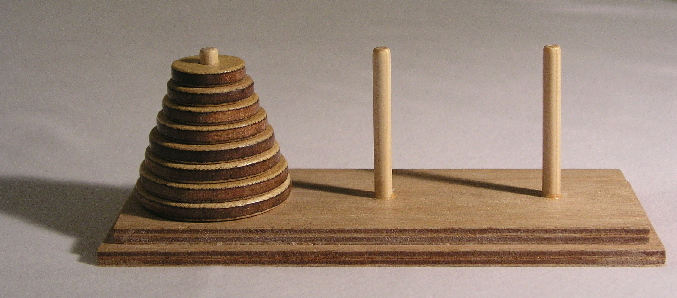
Startanordnung für die Türme von Hanoi

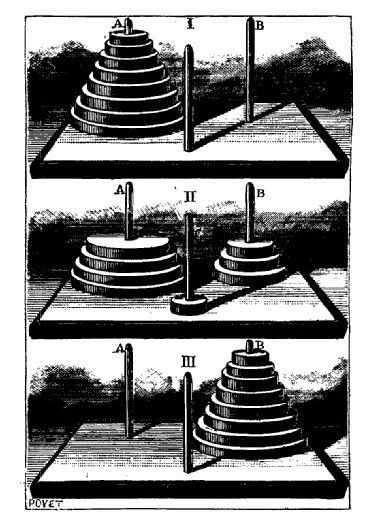
Originale Illustration von Édouard Lucas

Das Spiel wird von einer Person gespielt. Es besteht aus drei gleich großen Stäben, auf die mehrere gelochte Scheiben gesteckt werden, alle verschieden groß.
Zu Beginn liegen alle Scheiben auf dem linken Stab, der Größe nach geordnet, mit der größten Scheibe unten und der kleinsten oben (siehe Bild).
Ziel des Spiels ist es, den kompletten Scheiben-Stapel vom linken Stab auf den rechten Stab zu versetzen. Hierbei gelten zwei Regeln:
1. Es darf immer nur eine Scheibe auf einmal bewegt werden.
2. Die bewegte Scheibe darf nicht auf eine kleinere Scheibe gesteckt werden.

Folglich sind zu jedem Zeitpunkt des Spieles die Scheiben auf jedem Stab der Größe nach geordnet.

## Geschichte
Das Spiel wurde 1883 vom französischen Mathematiker Édouard Lucas erfunden – deshalb auch manchmal Lucas-Türme (englisch Lucas Tower) genannt. Lucas brachte das Spiel 1883 auf den Markt als Tour d’Hanoï von einem „Prof. Claus“ aus Siam (von der „Universität Li-Sou-Stian“), ein Anagramm für Lucas und die Universität Saint-Louis. Er dachte sich dazu die Geschichte aus, dass dies eine vereinfachte Version des Turms von Brahma sei. Indische Mönche im großen Tempel zu Benares, im Mittelpunkt der Welt, mussten einen Turm aus 64 goldenen Scheiben versetzen. Bevor ihnen das gelang, sei der Tempel zu Staub zerfallen und mit einem Donnerschlag das Ende der Welt gekommen. Das ursprüngliche Spiel hatte acht Scheiben. Das Rätsel fand bald darauf Eingang in Sammlungen mathematischer Rätsel.

## Zugfolgen
Das Spiel kann mit einer beliebigen Anzahl von Scheiben gespielt werden. Zur Erläuterung wird die linke Stange (Start) mit {\displaystyle A}, die mittlere mit {\displaystyle B} und die rechte Stange (Ziel) mit {\displaystyle C} bezeichnet. Die Scheiben werden, von der kleinsten bis zur größten mit {\displaystyle S_{1}}, {\displaystyle S_{2}} usw. bis {\displaystyle S_{n}} bezeichnet, wobei {\displaystyle n} die Anzahl der Scheiben ist. Die hier verwendete Schreibweise für Züge ist:
Die Angabe {\displaystyle S_{1}\Rightarrow A\to C} bedeutet, dass die Scheibe {\displaystyle S_{1}} vom Stab {\displaystyle A} auf den Stab {\displaystyle C} verschoben wird.

### Türme bis vier Scheiben

Lösung des Problems mit drei Scheiben

Der triviale Fall mit {\displaystyle n=1}, also mit einer Scheibe, ist in einem Zug lösbar. Es genügt der Zug:
{\displaystyle S_{1}\Rightarrow A\to C}
Der Fall {\displaystyle n=2}, also mit zwei Scheiben, erfordert drei Züge: Zuerst wird die obere kleine Scheibe auf den Stab {\displaystyle B} gelegt, anschließend die untere größere Scheibe auf den Stab {\displaystyle C} und abschließend die kleine Scheibe vom Stab {\displaystyle B} auf den Stab {\displaystyle C} gelegt. Die Aufgabe wird also durch die folgenden drei Züge gelöst:
{\displaystyle S_{1}\Rightarrow A\to B} | {\displaystyle S_{2}\Rightarrow A\to C} | {\displaystyle S_{1}\Rightarrow B\to C}
Für den Fall {\displaystyle n=3}, also mit drei Scheiben, kann folgende Vorüberlegung angestellt werden: Um die größte, also unten liegende, Scheibe nach {\displaystyle C} bewegen zu können, muss der Zweierstapel („2-Stapel“, Stapel aus den Scheiben {\displaystyle S_{1}} und {\displaystyle S_{2}}) darüber auf {\displaystyle B} bewegt werden. Um diesen 2-Stapel nach {\displaystyle B} zu bewegen, muss der 1-Stapel darüber, also die oberste, kleinste Scheibe {\displaystyle S_{1}}, zunächst nach {\displaystyle C} bewegt werden. Anschließend kann die mittlere Scheibe nach {\displaystyle B} und die kleinste Scheibe von {\displaystyle C} nach {\displaystyle B} bewegt werden. Es ergibt sich also die Zugfolge:
{\displaystyle S_{1}\Rightarrow A\to C\quad \vert \quad S_{2}\Rightarrow A\to B\quad \vert \quad S_{1}\Rightarrow C\to B}
Diese Zugfolge entspricht also dem Fall mit zwei Scheiben, wobei jedoch die Stäbe {\displaystyle B} und {\displaystyle C} vertauschte Rollen spielen.
Jetzt kann die dritte, unterste Scheibe nach rechts verschoben werden. Dies entspricht dem Zug:
{\displaystyle S_{3}\Rightarrow A\to C}
Zum Schluss muss der 2-Stapel von der Mitte nach rechts verschoben werden, um die Aufgabe zu lösen. Dies funktioniert genauso wie die Zugfolge am Anfang, nur dass Stab {\displaystyle A} mit Stab {\displaystyle B}, Stab {\displaystyle B} mit Stab {\displaystyle C} und Stab {\displaystyle C} mit Stab {\displaystyle A} vertauschte Rollen spielen. Es bleibt also die Zugfolge:
{\displaystyle S_{1}\Rightarrow B\to A\quad \vert \quad S_{2}\Rightarrow B\to C\quad \vert \quad S_{1}\Rightarrow A\to C}
auszuführen. Insgesamt werden also sieben Spielzüge benötigt.

Lösung des Problems mit vier Scheiben

Allgemein kann für jede zusätzliche Scheibe zuerst der Stapel mit einer Scheibe auf {\displaystyle B}, dann die unterste Scheibe nach {\displaystyle C} und anschließend der Stapel von {\displaystyle B} nach {\displaystyle C} weiterbewegt werden. Für den Fall {\displaystyle n=4}, also mit vier Scheiben, ergibt sich also die Zugfolge mit den 15 Lösungsschritten:
{\displaystyle S_{1}\Rightarrow A\to B\quad \vert \quad S_{2}\Rightarrow A\to C\quad \vert \quad S_{1}\Rightarrow B\to C}
{\displaystyle S_{3}\Rightarrow A\to B}
{\displaystyle S_{1}\Rightarrow C\to A\quad \vert \quad S_{2}\Rightarrow C\to B\quad \vert \quad S_{1}\Rightarrow A\to B}
{\displaystyle S_{4}\Rightarrow A\to C}
{\displaystyle S_{1}\Rightarrow B\to C\quad \vert \quad S_{2}\Rightarrow B\to A\quad \vert \quad S_{1}\Rightarrow C\to A}
{\displaystyle S_{3}\Rightarrow B\to C}
{\displaystyle S_{1}\Rightarrow A\to B\quad \vert \quad S_{2}\Rightarrow A\to C\quad \vert \quad S_{1}\Rightarrow B\to C}

### Zugfolge für größere Türme
| Anzahl Scheiben | Anzahl Züge                |
| --------------- | -------------------------- |
| 5               | 31                         |
| 10              | 1023                       |
| 20              | 1 048 575                  |
| 30              | 1 073 741 823              |
| 40              | 1 099 511 627 775          |
| 50              | 1 125 899 906 842 623      |
| 64              | 18 446 744 073 709 551 615 |

Die Zahl der bei optimaler Lösung nötigen Züge wächst exponentiell mit der Scheibenzahl. Für {\displaystyle n} Scheiben werden {\displaystyle 2^{n}-1} Züge benötigt. Die nebenstehende Tabelle zeigt die Anzahl der Züge bei verschiedenen Turmgrößen.

## Rekursiver Algorithmus
Die Geschichte um die Mönche und die Zugfolgen für kleine Scheibenanzahlen führen mit einem rekursiven Algorithmus zur Lösung des Spiels. Da sich ein Computerprogramm zur Lösung des Spiels mit wenigen Zeilen schreiben lässt, ist Türme von Hanoi ein klassisches Beispiel für diese Art der Problemlösung.
Der Algorithmus besteht im Wesentlichen aus einer Funktion bewege(i,a,b,c), die vier Parameter besitzt. Mit i ist die Anzahl der zu verschiebenden Scheiben bezeichnet, mit a der Stab, von dem aus verschoben werden soll, mit b der Stab, der als Zwischenziel dient, und mit c der Stab, auf den die Scheiben verschoben werden sollen. Zur Lösung des eigentlichen Problems wird bewege mit i = n, a = A, b = B und c = C aufgerufen.
Die Funktion bewege löst ein Teilproblem dadurch, dass sie es – gemäß dem Teile-und-herrsche-Verfahren – in drei einfachere Probleme aufteilt, sofern der zu verschiebende Turm mindestens die Höhe 1 besitzt. Andernfalls ist die Funktion bewege untätig. Die drei Teilprobleme werden sequentiell ausgeführt:
1. Zunächst wird der um eine Scheibe kleinere Turm von a auf das Zwischenziel b verschoben, indem sich die Funktion bewege selbst mit den entsprechenden Parametern aufruft. Die Stäbe b und c tauschen dabei ihre Rollen.
2. Anschließend wird die einzig verbliebene Scheibe von a nach c verschoben.
3. Zum Abschluss wird der zuvor auf b verschobene Turm auf seinen Bestimmungsort c verschoben, wobei hier a und b die Rollen tauschen.

```
function 
bewege
(
Zahl
 
i
, 
Stab
 
a
, 
Stab
 
b
, 
Stab
 
c
) {
    
falls
 (
i
 > 0) {
       
bewege
(
i
-1, 
a
, 
c
, 
b
);
       verschiebe oberste Scheibe von 
a
 nach 
c
;
       
bewege
(
i
-1, 
b
, 
a
, 
c
);
    }
}
```

So verhält sich die Funktion bei drei Scheiben (die Stäbe wurden durchnummeriert, links: a, mittig: b, rechts: c; der Bewegungsablauf ist exakt wie im Bild oben):
```
bewege
(3,
a
,
b
,
c
) {
    
bewege
(2,
a
,
c
,
b
) {
        
bewege
(1,
a
,
b
,
c
) {
            
bewege
(0,
a
,
c
,
b
){};
            verschiebe 
oberste Scheibe
 von 
a
 nach 
c
;
            
bewege
(0,
b
,
a
,
c
){};
        };
        verschiebe 
oberste Scheibe
 von 
a
 nach 
b
;
        
bewege
(1,
c
,
a
,
b
){
            
bewege
(0,
c
,
b
,
a
){};
            verschiebe 
oberste Scheibe
 von 
c
 nach 
b
;
            
bewege
(0,
a
,
c
,
b
){};
        };
    };
    verschiebe 
oberste Scheibe
 von 
a
 nach 
c
;
    
bewege
(2,
b
,
a
,
c
){
        
bewege
(1,
b
,
c
,
a
){
            
bewege
(0,
b
,
a
,
c
){};
            verschiebe 
oberste Scheibe
 von 
b
 nach 
a
;
            
bewege
(0,
c
,
b
,
a
){};
        };
        verschiebe 
oberste Scheibe
 von 
b
 nach 
c
;
        
bewege
(1,
a
,
b
,
c
){
            
bewege
(0,
a
,
c
,
b
){};
            verschiebe 
oberste Scheibe
 von 
a
 nach 
c
;
            
bewege
(0,
b
,
a
,
c
){};
        };
    };
};
```

Die Korrektheit des Algorithmus ist zwar intuitiv glaubhaft, formal aber nicht trivial beweisbar. Im Wesentlichen müssen zwei Dinge gezeigt werden. Zum einen müssen die Teillösungen korrekt arbeiten. Zum anderen ist zu zeigen, dass diese überhaupt durchgeführt werden können. Schließlich darf keine der Scheiben, die bei Teillösungen nicht betrachtet werden, den Transport verhindern. Dass dem tatsächlich so ist, folgt aus der Eigenschaft, dass die Funktion bewege bei jeder Teillösung immer nur die kleinsten i Scheiben bewegt. Sowohl diese Eigenschaft als auch die Korrektheit der Teillösungen lässt sich durch vollständige Induktion zeigen.

## Iterativer Algorithmus

### Uhrzeigersinn
Peter Buneman und Leon Levy haben 1980 einen iterativen Algorithmus beschrieben, der die gleiche Zugfolge generiert. Bei diesem ist die Korrektheit zwar nicht sofort erkennbar, die Handlungsweise aber ohne das Konzept der Rekursion verständlich. Es sei vorausgesetzt, dass die Stäbe A, B und C bei gerader Scheibenanzahl im Uhrzeigersinn auf einem Kreis angeordnet sind, sonst entgegen dem Uhrzeigersinn. Die Scheiben befinden sich zum Anfang alle auf Stab A, am Ende auf Stab C.
Solange sich auf wenigstens einem der beiden Stäbe A und B Scheiben befinden, wird erst die kleinste Scheibe ({\displaystyle S_{1}}) im Uhrzeigersinn und anschließend, sofern dies möglich ist, eine von {\displaystyle S_{1}} verschiedene Scheibe verschoben. Als Pseudocode notiert ergibt sich also folgender Algorithmus:
```
solange
 (Stab 
A
 oder 
B
 enthalten Scheiben) {
    Verschiebe 

  

    

      

        

          
S

          

            
1

          

        

      

    

    
{\displaystyle S_{1}}

  

 im Uhrzeigersinn um einen Platz;
    
falls
 (eine von 

  

    

      

        

          
S

          

            
1

          

        

      

    

    
{\displaystyle S_{1}}

  

 verschiedene Scheibe ist verschiebbar)
        Verschiebe eine von 

  

    

      

        

          
S

          

            
1

          

        

      

    

    
{\displaystyle S_{1}}

  

 verschiedene Scheibe;
}
```

So verhält sich die Funktion bei drei Scheiben (vergleiche Bild oben).
Um mit dem Bild zu synchronisieren, wird {\displaystyle S_{1}} um zwei, statt um ein Feld im Uhrzeigersinn verschoben:
```
Anfangsposition:
A = 3,2,1 | B
 
=
 
0,0,0 | C
 
=
 
0,0,0
```

```
Erster Durchlauf:
A = 3,2,0 | B
 
=
 
0,0,0 | C
 
=
 
1
,0,0 
// 

  

    

      

        

          
S

          

            
1

          

        

      

    

    
{\displaystyle S_{1}}

  

 von A nach C

A = 3,0,0 | B
 
=
 
2
,0,0 | C
 
=
 
1,0,0 
// 

  

    

      

        

          
S

          

            
2

          

        

      

    

    
{\displaystyle S_{2}}

  

 von A nach B
```

```
Zweiter Durchlauf:
A = 3,0,0 | B
 
=
 
2,
1
,0 | C
 
=
 
0,0,0 
// 

  

    

      

        

          
S

          

            
1

          

        

      

    

    
{\displaystyle S_{1}}

  

 von C nach B

A = 0,0,0 | B
 
=
 
2,1,0 | C
 
=
 
3
,0,0 
// 

  

    

      

        

          
S

          

            
3

          

        

      

    

    
{\displaystyle S_{3}}

  

 von A nach C
```

```
Dritter Durchlauf:
A = 
1
,0,0 | B
 
=
 
2,0,0 | C
 
=
 
3,0,0 
// 

  

    

      

        

          
S

          

            
1

          

        

      

    

    
{\displaystyle S_{1}}

  

 von B nach A

A = 1,0,0 | B
 
=
 
0,0,0 | C
 
=
 
3,
2
,0 
// 

  

    

      

        

          
S

          

            
2

          

        

      

    

    
{\displaystyle S_{2}}

  

 von B nach C
```

```
Letzter Durchlauf
A = 0,0,0 | B
 
=
 
0,0,0 | C
 
=
 
3,2,
1
 
// 

  

    

      

        

          
S

          

            
1

          

        

      

    

    
{\displaystyle S_{1}}

  

 von A nach C
```

```
Endposition:
A = 0,0,0 | B
 
=
 
0,0,0 | C
 
=
 
3,2,1
```

Der zweite Zug innerhalb der Schleife ist bis auf den letzten Schleifendurchgang immer möglich und auch eindeutig. Um dies einzusehen, sei der Stab, auf dem {\displaystyle S_{1}} liegt mit a und von den beiden verbliebenen Stäben denjenigen mit der kleineren obenaufliegenden Scheibe mit b, der anderen mit c bezeichnet. Offensichtlich kann die oberste Scheibe von b auf c verschoben werden. Dies ist zugleich die einzige Möglichkeit, eine Scheibe verschieden von {\displaystyle S_{1}} zu verschieben. Denn weder die oberste Scheibe von b noch von c kann auf a verschoben werden, da dort mit {\displaystyle S_{1}} die kleinste Scheibe liegt. Auch ein Verschieben der obersten Scheibe von c nach b ist nach Wahl der Bezeichnungen der Stäbe nicht möglich. Der Fall, dass keine andere Scheibe als {\displaystyle S_{1}} verschiebbar ist, tritt nur dann ein, wenn alle Scheiben wieder auf einem Stab liegen, das Ziel also bereits erreicht ist.

### Gerade / Ungerade Ziffern
Ein weiterer Lösungsweg beruht auf folgenden beiden Merkmalen des Anfangsturms. Zum einen auf der geraden bzw. ungeraden Anzahl der Scheiben und zum Zweiten auf der Nummerierung der Scheiben beim Abzählen von unten nach oben. Es sind dann folgende Regeln zu beachten:
- beim ersten Zug und bei ungerader Scheibenanzahl geht die kleinste Scheibe von A nach C bzw. im geraden Fall von A nach B,
- jeder zweite Zug erfolgt stets mit der kleinsten Scheibe, falls ihre Endziffer gerade (bzw. ungerade) ist, geht der Zug auf eine Scheibe mit ungerader (bzw. gerader) Nummerierung, falls dies nicht möglich ist, geht der Zug auf ein Leerfeld,
- der Zug dazwischen betrifft die beiden oben liegenden nicht-kleinsten Scheiben. Er ist eindeutig, die kleinere der beiden Scheiben geht auf die größere Scheibe, falls das nicht möglich ist, auf ein Leerfeld.

## Optimalität der Algorithmen
Es gibt für jede Scheibenanzahl nur einen optimalen Lösungsweg für das Problem, also nur eine kürzeste Zugfolge. Diese wird von beiden Algorithmen durchlaufen. In diesem Sinne sind die Algorithmen also optimal.
Für den rekursiven Algorithmus lässt sich dies leicht einsehen. Bevor die unterste Scheibe eines (Teil-)Turmes verschoben werden kann, müssen alle darüberliegenden Scheiben auf das Zwischenziel verschoben werden (dort müssen sie natürlich in geordneter Reihenfolge landen). Erst dann kann die unterste Scheibe auf den Zielstab verschoben werden. Denn nur dann liegt sie frei und nur wenn alle ursprünglich über dieser Scheibe liegenden Scheiben auf dem Zwischenziel liegen, kann keine dieser kleineren Scheiben das Verschieben der untersten Scheibe auf das Ziel blockieren.
Für die Optimalität des iterativen Algorithmus genügt es zu zeigen, dass die durch den rekursiven Algorithmus bestimmte Zugfolge den Bedingungen des iterativen Algorithmus genügt. Dies ergibt sich aus der folgenden Überlegung: Das Versetzen eines nichtleeren Teilturmes beginnt und endet jeweils mit einer Bewegung der kleinsten Scheibe. In der rekursiven Funktion wird also unmittelbar vor und unmittelbar nach dem Verschieben der i-ten Scheibe die kleinste Scheibe bewegt. Da jede Bewegung einer Scheibe auf dieser Anweisung beruht und die kleinste Scheibe aufgrund der Optimalität niemals zweimal direkt hintereinander bewegt wird, wird sie in jedem zweiten Zug versetzt. Die zyklische Richtung, in der die beiden Teiltürme in einem Aufruf der Funktion versetzt werden, ist für die beiden rekursiven Aufrufe a–c–b und b–a–c der Funktion dieselbe, nämlich der Richtung a–b–c entgegengesetzt. Infolgedessen ist die zyklische Richtung für alle Aufrufe mit i = 1 dieselbe, das heißt, die kleinste Scheibe wird immer in derselben Richtung bewegt. Somit erzeugt der rekursive Algorithmus dieselbe Zugfolge wie der iterative.
Der iterative Algorithmus führt auch dann zur Lösung, wenn die Stäbe falsch herum auf dem Kreis angeordnet werden. Im Falle einer falschen Anordnung werden die Scheiben aber zuerst auf Stab B verschoben. Da in dieser Situation die Abbruchbedingung nicht erfüllt ist, wird anschließend weiter auf C verschoben. Der Algorithmus benötigt in diesem Fall damit doppelt so viele Züge, ist dann also nicht optimal.
Für eine optimale Zugfolge sind folgende Bedingungen offensichtlich notwendig:
1. Eine bestimmte Spielsituation darf nicht erneut erreicht werden.
2. Die zuletzt bewegte Scheibe darf nicht gleich noch einmal bewegt werden.

Sie sind aber nicht hinreichend, dies zeigt das Beispiel für drei Scheiben mit insgesamt 11 Zügen:
{\displaystyle S_{1}\Rightarrow A\to B} | {\displaystyle S_{2}\Rightarrow A\to C} | {\displaystyle S_{1}\Rightarrow B\to C} | {\displaystyle S_{3}\Rightarrow A\to B} |{\displaystyle S_{1}\Rightarrow C\to B} | {\displaystyle S_{2}\Rightarrow C\to A} | {\displaystyle S_{1}\Rightarrow B\to A} | {\displaystyle S_{3}\Rightarrow B\to C} | {\displaystyle S_{1}\Rightarrow A\to B} | {\displaystyle S_{2}\Rightarrow A\to C} | {\displaystyle S_{1}\Rightarrow B\to C}
Die oben angegebenen Zugfolgen für kleine Scheibenanzahlen sind optimal, entsprechen also genau den Zugfolgen, die von den Algorithmen erzeugt werden.

## Eigenschaften optimaler Zugfolgen
Für optimale Zugfolgen lassen sich eine ganze Reihe von Eigenschaften herleiten. Wegen der Optimalität des rekursiven Algorithmus ist dies besonders leicht anhand seiner Funktionsweise möglich.
Sei {\displaystyle n} wieder die Anzahl der Scheiben. Die Anzahl der Züge der optimalen Lösung ist dann {\displaystyle 2^{n}-1}. Dies lässt sich leicht induktiv zeigen. Für eine einzelne Scheibe ist dies sicher richtig, denn diese muss nur von {\displaystyle A} nach {\displaystyle C} verschoben werden. Die optimale Zugfolge besteht also, wie behauptet, aus einem Zug. Für größere Scheibenanzahlen wird die Anzahl der Züge durch Summation der Züge für die Teilprobleme nachgewiesen. Die Zuganzahl entspricht also dem Doppelten der minimalen Zuganzahl für den um eine Scheibe kleineren Turm, da dieser zweimal bewegt werden muss, plus den einen Zug, um die größte Scheibe zu bewegen. Wie behauptet folgt:
{\displaystyle \left(2^{n-1}-1\right)+1+\left(2^{n-1}-1\right)=2^{n}-1.}
Es lässt sich leicht bestimmen, wie oft und bei welchen Zügen eine Scheibe bei einer optimalen Zugfolge bewegt wird. Allgemein gilt, dass die Scheibe {\displaystyle S_{k}} genau {\displaystyle 2^{n-k}} mal bewegt wird. Dabei wird sie beim Zug {\displaystyle 2^{k-1}} das erste Mal und dann nach jeweils {\displaystyle 2^{k}} Zügen erneut bewegt. Die kleinste Scheibe {\displaystyle S_{1}} wird bei jedem zweiten Zug bewegt, beginnend mit dem ersten Zug. Die zweitkleinste Scheibe {\displaystyle S_{2}} wird bei jedem vierten Zug bewegt, beginnend mit dem zweiten Zug. Die größte Scheibe {\displaystyle S_{n}} wird einmal bewegt, und zwar beim mittleren, also dem {\displaystyle 2^{n-1}}-ten Zug. Die zweitgrößte Scheibe {\displaystyle S_{n-1}} wird zweimal bewegt, und zwar nach dem ersten und dritten Viertel der um 1 erhöhten Zugfolge, also bei den Zügen {\displaystyle 2^{n-2}} und {\displaystyle 3\cdot 2^{n-2}}. Auf diese Weise ist es möglich, an jedem Punkt der Zugfolge zu bestimmen, welche Scheibe als Nächstes bewegt werden muss.

## Der Spielbaum und das Sierpiński-Dreieck

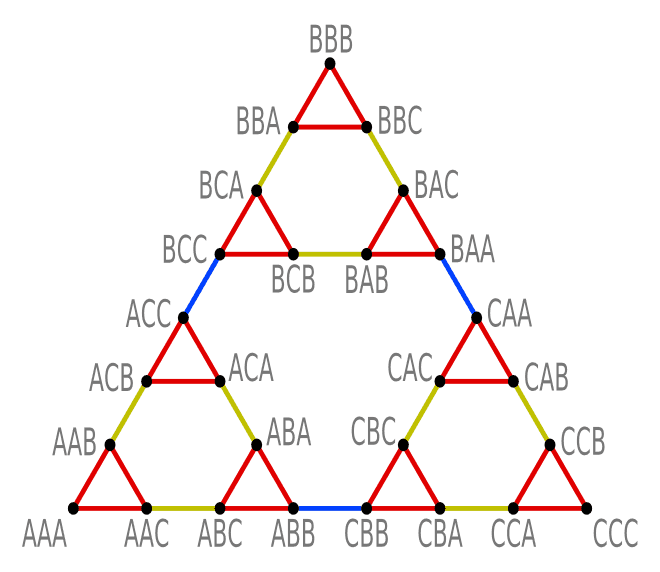
Spielbaum zum Turm der Höhe 3

Spielbaum zum Turm der Höhe 7, der sich dem Sierpinski-Dreieck annähert.

Stellt man alle erlaubten Spielzüge in einem Graphen dar, dann erhält man den Spielbaum. Dabei wird jede Spielstellung durch einen Knoten dargestellt und jeder Zug durch eine Kante. Die Beschriftung der Knoten erfolgt anhand der Position der Scheiben, beginnend mit der Position der größten Scheibe {\displaystyle S_{n}}.
Die nebenstehende Grafik zeigt den Spielbaum eines Turms der Höhe drei. Die Ecken des Dreiecks mit den Stellungen AAA und CCC entsprechen der Start- bzw. Endposition, die Ecke BBB entspricht der Stellung mit allen Scheiben auf dem mittleren Stab B. Die Kantenfarbe entspricht der der bewegten Scheibe in der Animation oben: Rot für die kleinste, Gelb für die mittlere und Blau für die größte Scheibe {\displaystyle S_{3}}.
Der erste Zug der optimalen Lösung – oben bezeichnet mit {\displaystyle S_{1}}-AC – entspricht also der roten Kante zwischen AAA und AAC und bewegt die kleine rote Scheibe {\displaystyle S_{1}} von A nach C. Danach wird die gelbe Scheibe {\displaystyle S_{2}} von A nach B gezogen und die Stellung dadurch von AAC zu ABC verändert.
Die Anzahl der Knoten im Graph – also die Anzahl möglicher Spielstellungen – ist {\displaystyle 3^{n}}, denn jede Scheibe kann sich auf jedem Stab befinden und bei mehreren Scheiben auf demselben Stab ist deren Anordnung aufgrund ihrer Größe eindeutig gegeben.
Von jeder Spielstellung aus lässt sich die kleinste Scheibe auf zwei andere Stäbe bewegen.
Sind nicht alle Scheiben auf dem gleichen Stab, darf man zudem noch die nächstkleinere, obenliegende Scheibe bewegen.
Von allen Stellungen aus hat man also drei Zugmöglichkeiten, außer an den Ausgangspositionen AAA, BBB und CCC, in denen nur zwei Züge möglich sind.
Die Anzahl der Kanten {\displaystyle k_{n}} im Graph ist also
{\displaystyle k_{n}\;=\;{\frac {3\cdot 2\,+\,(3^{n}-3)\cdot 3}{2}}\;=\;{\frac {3}{2}}\,(3^{n}-1)}
Die Division durch Zwei rührt daher, dass jede Kante zu zwei Knoten gehört. Die Gesamtheit aller Züge ist {\displaystyle 2k_{n}}, da man Hin- und Rückzug unterscheiden muss.
Durch den rekursiven Aufbau des Spielgraphen lässt sich leicht nachweisen, dass der Durchmesser des Graphen gleich {\displaystyle 2^{n}-1} ist. Das heißt, von einer gegebenen Stellung aus ist jede andere Stellung mit höchstens {\displaystyle 2^{n}-1} Zügen erreichbar, und es gibt Stellungen, deren kürzeste Verbindung {\displaystyle 2^{n}-1} Züge umfasst, wie zum Beispiel die optimale Zugfolge von der Start- zur Endstellung.
Erhöht man einen Turm um eine Scheibe, dann wachsen sowohl die Anzahl der Knoten als auch die Anzahl der Kanten seines Spielbaumes in der Größenordnung von 3, während der geometrische Durchmesser in der gewählten Veranschaulichung um den Faktor 2 wächst. Normiert man die Spielbäume auf den Durchmesser Eins, dann strebt die Folge der so normierten Graphen gegen das Sierpinski-Dreieck.
Die Grenzstruktur ist also ein selbstähnliches Fraktal mit der Hausdorff-Dimension {\displaystyle H=\log 3/\log 2=1{,}58496...}